# تشارلز موني
تشارلز موني (بالإنجليزية: Charles Mooney)‏ (مواليد 27 يناير 1951) هو ملاكم أمريكي، مثّل بلاده في الألعاب الأولمبية الصيفية 1976 وحقق الميدالية الفضية في فئة وزن البانتام.

## روابط خارجية
تشارلز موني على موقع أوليمبيديا (الإنجليزية)